# Аладин (филм из 1992)
Аладин (енгл. Aladdin) је амерички анимирани филм компаније Волт Дизни из 1992. године снимљен по мотивима приче о Аладину и чаробној лампи из збирке Хиљаду и једна ноћ.
Филм је изашао 25. новембра 1992. године и постао је најуспешнији филм 1992. године, зарађујући преко 217. $ у Сједињеним Америчким Државама, и преко 504. $ у остатку света. Филм је освојио мноштво награда, највише за албум са песмама из филма. Због толико успеха првог филма, одлучено је да ће се направити још два додатна филма. Други филм носи назив Аладин 2: Повратак Џафара, док се трећи филм зове Аладин 3: Аладин и краљ лопова.
24. маја 2019. године премијерно ће бити емитована играна верзија овог филма, истог назива.
Српску синхронизацију је урадио студио Лаудворкс 2008. године за канал РТС 1. Филм је имао премијеру 3. јануара 2009. године.

## Прича
У граду Аграби, Џафар, султанов велики везир, и његов папагај Јаго, траже чаробну лампу у Пећини чуда али не могу ући у њу јер је улаз дозвољен само једној особи на свету. Џафар налази ту особу и сазнаје да је његово име Аладин, улични крадљивац који краде како би преживео. Аладин и његов кућни љубимац, Абу, упознају принцезу Јасмин, када она побегде прерушена у град одбијајући уговорен брак. Аладин и Јасмин постају пријатељи и заљубљују се једно у друго. Када чувари палате заробе Аладина, Џафар говори лажи Јасмин о Аладиновој скоријој будућности.
Џафар се маскира као стар човек и шаље Аладина и Абуа у Пећину чуда како би они нашли чаробну лампу. Тамо, Аладин постаје пријатељ са летећим ћилимом и узима лампу. Абу узима забрањено благо и пећина почиње да се руши. Након што успева да преживи, Аладин протрљава лампу и упознаје духа из лампе, који је све време био заробљен у лампи. Дух му обећава да ће му испунити три жеље које Аладин затражи. Аладин успева да превари духа и излазе из пећине без потрошене жеље. Аладинова прва жеља је та да постане "Принц Али од Абабе"
По Јаговом предлогу, Џафар покушава да постане султан тако што ће оженити принцезу Јасмин. Касније Аладин долази да упозна султана и Џафара како би оженио принцезу Јасмин, због чега она постаје бесна. Одбијајући савет од својих пријатеља да каже Јасмин истину о себи, Аладин зове Јасмин да лете заједно на магичном ћилиму. Када Јасмин открије да је он Аладин, он јој објашњава да се обукао као принц да би избегао стрес од краљевског живота. Након што одводи Јасмин кући, Аладин је киднапован од стране Џафара, али га је дух из лампе спасио од дављења искористивши своју другу жељу. Џафар покушава да хипнотише султана како би султан пристао на то да се Џафар ожени са Јасмин, али га у томе спречава Аладин. Након што се Џафар вратио у своју собу, он говори Јагу да украде лампу и донесе њему.
Схвативши то да ће он постати султан, Аладин одбија да ослободи духа. Јаго је успео да украде лампу и даје је Џафару и он постаје духов нови господар. Џафар искоришћава своје прве две жеље зажелевши да он постане нови султан и највећи чаробњак на читавом свету, откривајући Аладинов прави идентитет. Џафар је претворио Абуа и летећи ћилим у ледене статуе јер су му представљали сметњу у његовом плану. Али они успевају да се ослободе и да се врате у палату. Тамо, Џафар покушава да превари Јасмин како би се она заљубила у њега, али дух одбија да му испуни жељу. касније, Јасмин покушава да замајава Џафара док Аладин покушава да узме чаробну лампу, али га Џафар примећује и зауставља га, а Јасмин заробљава у пешчани сат. Џафар се прерушава у огромну кобру и говори Аладину како је он највећи чаробњак. Али Аладин му говори да је дух из лампе моћнији од Џафара. Затим, Џафар зажели своју последњу жељу, а она је да он постане дух из лампе. Аладин успева да избави Јасмин из пешчаног сата и искористи Џафарову чаробну лампу и заробљава њега и Јага у њу.
Када се палата вратила у нормалу, дух шаље лампу у којој је Џафар далеко у пустињу како је нико никада не би нашао. Дух предлаже Аладину да искористи своју последњу жељу тако што би Аладин зажелео да постане принц и могао да ожени Јасмин. Аладин одлучује да испуни своје обећање и ослобађа духа. Када је султан приметио праву љубав између Аладина и Јасмин, он мења закон и допушта им да се венчају. На самом крају филма, дух иде да истражује свет, док Аладин и Јасмин планирају своје венчање.

## Улоге
| Улога       | Енглески глас                                | Српски глас (2009)                                        |
| ----------- | -------------------------------------------- | --------------------------------------------------------- |
| Аладин      | Скот Веингер (дијалози) Бред Кејн (песме)    | Милан Антонић                                             |
| Јасмин      | Линда Ларкин (дијалози) Леа Салонга (песме)  | Мариана Аранђеловић (дијалози) Мирјана Стојановић (песме) |
| Дух         | Робин Вилијамс                               | Марко Марковић                                            |
| Џафар       | Џонатан Фримен                               | Дејан Луткић (дијалози) Марко Марковић (песме)            |
| Јаго        | Гилберт Готфрид                              | Срђан Јовановић                                           |
| Султан      | Даглас Сил                                   | Младен Андрејевић                                         |
| Разул       | Џим Камингс                                  | Димитрије Илић                                            |
| Препродавац | Робин Вилијамс (дијалози) Брус Адлер (песме) | Марко Марковић                                            |
| Принц Ахмед | Кори Буртон                                  | Милош Ђуричић                                             |
| Газим       | Чарлс Адлер                                  | Милан Антонић                                             |
| Пећина чуда | Френк Велкер                                 | Дејан Луткић                                              |